# Khan Shushinski
Xan Shushinski (en azerí: Xan Şuşinski) fue el prominente cantante de mugam y de música tradicional de Azerbaiyán.

## Biografía
Xan Shushinski nació el 20 de agosto de 1901 en Shusha. El nombre real del cantante fue Isfændiyar pero su profesor, Islam Abdullayev, le otorgó el nombre “Xan”. El cantante fue muy influenciado por Jabbar Garyaghdioglu y Seyid Shushinski.
En 1923 Xan Shushinski hizo su primera aparición en la Filarmónica Estatal de Azerbaiyán. Él pasó dos décadas hacer un tour por Transcaucasia y ganó gran popularidad por su increíble voz. Xan Shushinski también enseñó arte vocal en el Colegio de Música de Bakú.
Xan Shushinski murió el 18 de marzo de 1979 y fue enterrado en Bakú, en el Callejón de Honor.

## Premios y títulos
- Artista del Pueblo de la RSS de Azerbaiyán (1943)
- Orden de la Insignia de Honor (1959)